# Охзенхаузен
Охзенхаузен (њем. Ochsenhausen) град је у њемачкој савезној држави Баден-Виртемберг. Једно је од 45 општинских средишта округа Биберах. Према процјени из 2010. у граду је живјело 8.866 становника. Посједује регионалну шифру (AGS) 8426087.

## Географски и демографски подаци
Охзенхаузен се налази у савезној држави Баден-Виртемберг у округу Биберах. Град се налази на надморској висини од 613 метара. Површина општине износи 60,0 km². У самом граду је, према процјени из 2010. године, живјело 8.866 становника. Просјечна густина становништва износи 148 становника/km².

## Међународна сарадња
| Мјесто   | Држава    | Врста сарадње | Од    |
| -------- | --------- | ------------- | ----- |
| Субијако | Италија   | партнерство   | 1989. |
|          | Француска | партнерство   | 1980. |
| Шапоне   | Француска | партнерство   | 1983. |
| Извор    |           |               |       |